# 诺娜·加普林达什维利
诺娜·加普林达什维利（羅馬化：Nona Gaprindashvili，1941年5月3日—），格鲁吉亚女子国际象棋棋手、前国际象棋女子世界冠军，是第一位获得特级大师称号的女棋手。
1962年，加普林达什维利以7胜4平的优异表现战胜卫冕冠军叶丽萨维塔·贝科娃，成为了第五位女子世界冠军。此后，她于1965年、1969年、1972年三度战胜阿拉·库什尼尔，又于1975年战胜同样来自格鲁吉亚的娜娜·亚历山德里娅，先后四次卫冕世界冠军。最终，她于1978年输给格鲁吉亚棋手玛雅·齐布尔达尼泽而让出世界冠军头衔。
在苏联国内赛场上，她则是获得过1964年、1973年、1981年、1983年、1985年五度苏联国际象棋全国女子冠军。1963年至1992年间，她十二次代表苏联与格鲁吉亚出征国际象棋奥林匹克 ，共获得了25枚奖牌，包括11枚团体金牌与9枚个人金牌。
1978年，加普林达什维利成为了首位获国际象棋特级大师称号的女棋手。
后来，她还于1995年、2009年、2014年、2015年先后四次成为了国际象棋老年女子世界冠军。